# LG디스플레이
LG디스플레이(한국어: 엘지디스플레이, 영어: LG Display)는 1995년 11월 TFT-LCD 사업을 시작으로 모바일부터 공공 디스플레이까지 다양한 제품을 생산하고, 세계 최초 OLED, Curved OLED, ULTRA HD 등 차별화된 기술력을 선보인 글로벌 디스플레이 전문 제조회사다. 본사는 서울특별시 영등포구 여의대로 128 (여의도동)에 위치에 있고 2013년 현재 경상북도 구미(6개) 및 파주(3개)에서 총 9개의 LCD 패널공장을 가동하고 있으며 경상북도 구미, 경기도 파주, 중국 난징 및 광저우 그리고 폴란드 브로츠와프에서 모듈공장을 가동하고 있다. 특히, 세계 최초 4세대, 5세대 패널 공장과 세계 최대 6세대, 7세대 패널 공장을 양산 가동했으며, 전 세대에 걸친 생산라인을 갖추고 있어 최고의 생산 경쟁력을 확보하고 있다. 전 세계에 16개의 판매 접점 및 7개의 생산기지가 있다. 2012년 대형(9.1" 이상) TFT-LCD 패널 시장에서 약 29%(13년 1분기, 출하 대수 기준, 출처: 디스플레이서치)를 차지하며 세계 1위를 기록하고 있으며, 2009년 20조의 매출을 돌파했으며 2012년 매출 29조 4,297억 원을 기록했다. 2004년 7월에 뉴욕 증권거래소(NYSE: LPL)와 한국 증권거래소(KRX: 034220)에 상장했다. 현재 LG전자가 37.9% 지분을 소유하고 있다.
LG디스플레이의 광시야각 기술인 IPS는 상하좌우 어느 각도에서나 변함없는 화질을 선보였으며, 진일보된 AH-IPS는 모바일 최적의 기술로 평가받고 있다. 2013년 1월에는 WRGB OLED 기술을 바탕으로 세계 최초 TV용 55인치 OLED 패널 양산을 시작했다. 2013년 10월에는 위아래로 오목하게 휘어진 곡면타입(Curved)의 세계 최대 6인치 스마트폰용 플렉서블 AMOLED(능동형 유기 발광 다이오드) 패널 개발을 완료하고, 세계 최초로 양산했다.

## 연혁
1987년 TFT-LCD 개발을 시작한 LG 디스플레이는 세계 최초 기술 및 신개념 제품을 개발해 세계 디스플레이 산업을 이끌어 왔다. 2004년에는 한국과 미국 증시에 동시 상장하여 세계적인 기업으로 인정받았으며, 2008년부터 OLED 및 플렉시블 디스플레이로의 사업영역 확장에 대비해 LG 디스플레이로 이름을 바꾸고 최첨단 디지털 디스플레이 산업을 선도하고 있다.
J/V출범前1985~1998년
- 1985년 2월 금성소프트웨어(주) 설립
- 1987년 1월 중앙연구소에서 TFT-LCD 개발 시작
- 1990년 3월 안양연구소 설립
- 1993년 9월 LG전자 내 LCD 사업본부 설립
- 1995년 1월 LG소프트웨어(주)로 상호 변경
- 1995년 9월 구미 LCD 1공장(P1) 양산
- 1997년 1월 LG소프트(주)로 상호 변경
- 1997년 12월 구미 LCD 2공장(P2) 양산
- 1998년 12월 LG전자 및 LG반도체로부터 TFT-LCD 관련 사업자산 영업 양수

기반구축기1999~2003년
- 1999년 3월 월 매출 1억불 돌파
- 1999년 6월 엘지전자로 소프트웨어 관련 사업 영업 양도
- 1999년 8월 LG 필립스 LCD 출범 (필립스 전자와 합작)
- 1999년 9월 월 매출 2억불 돌파
- 2000년 6월 세계 최초 20.1인치 TV용 LCD 개발
- 2000년 7월 구미 LCD 3공장(P3) 양산
- 2001년 3월 세계 최초 12.1인치 반투과형 LCD 개발
- 2001년 8월 Global ERP 시스템 구축
- 2002년 2월 구미 LCD 4공장(P4) 양산
- 2002년 10월 세계 최초 HDTV용 42인치 LCD 개발
 세계 최초 저온폴리 20.1인치 QUXGA LCD 개발
- 2002년 11월 대형 TFT-LCD 시장점유율 세계 1위 등극
- 2002년 12월 세계 최초 HDTV용 52인치 LCD 개발
- 2003년 5월 구미 LCD 5공장(P5) 양산
 중국 난징(남경) 모듈 공장 양산
- 2002년 7월 업계 최단기 년 출하 1000만대 돌파
- 2002년 10월 세계 최초 HDTV용 55인치 LCD 개발

기반확장기2004~2006년
- 2004년 3월 파주 LCD 7공장 (P7) 및 디스플레이 클러스터 기공식
- 2004년 7월 국내 최초 한미 동시 상장
- 2004년 8월 구미 LCD 6공장(P6) 양산
- 2004년 10월 세계 최대 20.1인치 저온 폴리 AMOLED 개발
- 2004년 12월 중국 난징(남경) 제2 모듈 공장 양산
- 2005년 7월 ADR 발행을 통한 보통주 3250만주 신주 공모
- 2005년 8월 업계 최초 대형 LCD 월판매 400만대 돌파
- 2005년 12월 업계 최초 TV용 LCD 누적판매 1000만대 돌파
- 2006년 1월 파주 LCD 7공장(P7) 양산
- 2006년 3월 세계 최초 HDTV용 100인치 LCD 개발
- 2006년 9월 OLED보다 얇은 초슬림 휴대폰용 LCD 개발

고도성장기2007~2013년
- 2007년 1월 100인치 LCD, '대한민국 10대 신기술' 선정
 세계 최초 1mm 베젤 2.4인치 휴대폰 LCD 개발
 19.8mm 두께 울트라 슬림 42인치 TV용 LCD 개발
- 2007년 4월 폴란드 브로츠와프(Wracraw) 모듈공장 양산
- 2007년 5월 세계 최초 14.1인치 컬러 플렉시블 전자종이 개발
- 2007년 8월 세계 최초 모니터용 LCD 누적판매 1억대 돌파
- 2007년 11월 노트북 PC용 Dirty-Free LCD 개발
- 2007년 11월 중국 난징(남경) 모듈 공장 생산 1억대 돌파
- 2008년 3월 LG디스플레이로 사명 변경
- 2008년 9월 RGB LED BLU 채용 노트북용 LCD 최초 양산
- 2008년 12월 노트북 PC용 LCD, '장영실상 국무총리상' 수상
 세계 최초 TrueMotion 480 Hz LCD TV용 LCD 개발
- 2009년 1월 무안경 2D/3D 변환 3D TV 개발
- 2009년 3월 파주 LCD 8공장(P8) 양산
- 2009년 4월 구미 LCD 6공장 증설라인(P62) 양산
- 2009년 5월 대형 LCD 월 생산 1000만대 돌파
- 2009년 10월 IMD 2009 '국제정보디스플레이 대상' 수상
- 2009년 12월 세계 최초 두께 2.6mm TV용 LCD 개발
- 2010년 1월 세계 최대 사이즈 19인치 플렉시블 전자종이 개발
- 2010년 2월 세계 최초 누적 생산 5억대 돌파
- 2010년 5월 파주 8공장 증설라인(P82) 양산
 편광방식 3D LCS, SID-2010 '올해의 디스플레이' 금상 수상
- 2010년 7월 CDM(Clean Development Mechanism:청정개발체제)사업 UN(세계연합)승인 획득
- 2010년 11월 세계 최초 4mm 베젤 퍼블릭 디스플레이용 LCD 개발
 세계 최초 모니터용 240 Hz LCD 양산
- 2010년 12월 제7회 '대·중소기업협력대상 대통령 표창' 수상
 FPR 3D LCD 양산
- 2011년 2월 경상북도 구미시와 LCD 모듈라인 증설 MOU 체결
- 2011년 3월 BLADE 모니터 시리즈 'iF 제품 디자인 어워드 2011' 수상
- 2011년 5월 제 46회 '발명의날 대통령 표창' 수상
- 2011년 11월 2011년 '일하기 좋은 한국기업(GWP) 종합대상' 수상
- 2011년 12월 FPR 3D, '지식경제부 세계일류상품 인증' 획득
 48회 '무역의날 150억불 수출의 탑' 수상
 세계 최대 55인치 TV용 OLED 패널 개발
- 2012년 2월 사운드바 TV/스윙올인원 PC 'iF 제품 디자인 어워드 2012' 수상
- 2012년 3월 멕시코 레이노사(Reynosa) 모듈라인 양산, (주)나눔누리 설림
- 2012년 5월 중국 광저우 8세대 LCD 패널공장 기공식
- 2012년 6월 55인치 TV용 Full HD OLED, SID 2012 Best in Show 수상
- 2012년 7월 지식경제부 '투명 플렉시블 디스플레이 개발 국책과제 주관기업'
- 2012년 9월 세계 최초 누적 생산 10억대 돌파
- 2012년 10월 세계 최초 전자 칠판용 84인치 Ultra HD LCD 양산
- 2012년 12월 LG Display (China) Co., Ltd 설립
- 2013년 1월 관세청 선정 '수출입 종합인증 우수업체 (AEO) 최고등급 (AAA)' 인증 획득
- 2013년 4월 41회 보건의 날 '숨은 유공자 국무총리 표창' 수상
- 2013년 7월 중국 디지털 TV 산업발전 포럼 '최고화질기술상'수상
 세계 최소 두께, 최소 베젤 스마트폰용 5.2인치 Full HD LCD 개발
- 2013년 8월 파주 8세대 OLED 생산라인 (M2) 장비반입식
- 2013년 9월 안전보건공단 '근로자 건강증진활동 우수사업장'인증 획득
 세계 최초 WiDi 통합지원 모니터용 LCD 개발
- 2013년 10월 세계 최소 3.6mm 베젤 비디오월 개발
 세계 최초 스마트폰용 6인치 플렉시블 OLED 양산
- 2013년 12월 세계 최초 105인치 곡면 Ultra HD TV LCD 개발
 국제 포준 에너지 경영시스템 'ISO50001' 인증 획득
- 2025년 중국 광저우 공장을 2조원에 中 CSOT 매각[1]

## 본점 및 지점, 사업장 현황[2]
- 본점: 서울특별시 영등포구 여의대로 128 (여의도동)
- 구미지점: 경상북도 구미시 3공단2로 209 (진평동)
- 파주공장: 경기도 파주시 월롱면 엘지로 245
- LG사이언스파크 : 서울특별시 강서구 마곡중앙10로 30, E2동 (마곡동, LG사이언스파크)

## 경쟁사
- 재팬디스플레이
- 삼성디스플레이

## 사고
- 2015년 1월 12일 오후 12시50분께 경기 파주시 월롱면 LG디스플레이 공장에서 질소 가스가 누출돼 2명이 숨지고 4명이 중상을 입었다.[3]

## 같이 보기
- 하나 워드프로세서
- 삼성디스플레이